# Bockswieser Gangzug
Der 12 km lange Bockswieser Gangzug wurde früher auch Bockswiese-Festenburg-Schulenberger Gangzug genannt. Es handelt sich um eine Gangstörung nördlich von Clausthal-Zellerfeld im Harz. Das zu den Oberharzer Erzgängen gehörende Gangsystem lässt sich in drei wesentliche Teilbereiche gliedern:
- Im „Bockswieser Revier“ im gleichnamigen Ort wurde bis 1931 silberreicher Bleiglanz im größeren Stil durch die Grube Bockswiese bzw. deren Vorgängerbergwerke abgebaut.

- Das „Kahleberger Revier“ lieferte Eisenerze in bescheidenem Umfang.

- Von größerer Bedeutung war hingegen wieder das „Festenburger-Schulenberger Revier“, das sich durch kurze Vertaubungszonen der Blei-Kupfer-Vererzung in einen Festenburger, Oberschulenberger und Mittelschulenberger Bereich gliedern lässt. Zur Teufe hin war auch Zinkblende vorhanden, die bei den damaligen Bergwerken aber keine wirtschaftliche Bedeutung erlangte.

Im Umfeld der Okertalsperre bei Altenau wurde der Gangzug auf der Suche nach Roteisenstein erkundet.

## Verlauf (projiziert auf die Tagesoberfläche)
Zwei Einzelgänge nördlich und südlich der Kleinen Wulpke, deren westlicher Verlauf nicht bekannt ist, vereinigen sich unter Hüttschenthal (Lautenthal) zum eigentlichen Bockswieser Gangzug. Hüttschenthal – Grumbacher Teich – Bockswiese (hier wichtigstes Erzmittel und Aufblätterung in vier Hauptgänge, am bedeutendsten: Pisstaler Hauptgang) – Großer Kellerhals(er) Teich (Wiedervereinigung der Gänge und Übergang in das Kahleberger Eisenerzrevier) – Festenburg (Festenburger Gang im Liegenden, Schulenburgsglücker Gang im Hangenden) – Oberschulenberg – Mittelschulenberg – Vorsperre Okerstausee – weitere Verlauf im Kellwassertal bis Übergang in den Okergranit.
Der Bockswieser Gangzug hat Verbindung über einen Diagonalgang durch den Kuttelbacher Berg mit dem Lautenthaler Gangzug (Anscharung am Ostschacht) und unter der Okertalsperre mit dem Kupferkroner Gang des Hahnenkleer Gangzuges.

## Paragenese, Besonderheiten
Die Erzführung bestand im Wesentlichen aus silberhaltigen Galenit, zum Teil aus Chalkopyrit und Sphalerit. Sie erreichte im Bockswieser Revier eine Teufe von rund 480 Metern, in Festenburg und Oberschulenburg etwa 250 Meter und in Mittelschulenberg circa 400 Meter Teufe. Typische Gangarten waren Quarz, Calcit und Dolomit. Im Kahleberger Revier stand oberflächennah Siderit und Limonit an, der zeitweise von wirtschaftlichen Interesse war. Im östlichen Bereich kam etwas Hämatit vor.

## Aufschlüsse

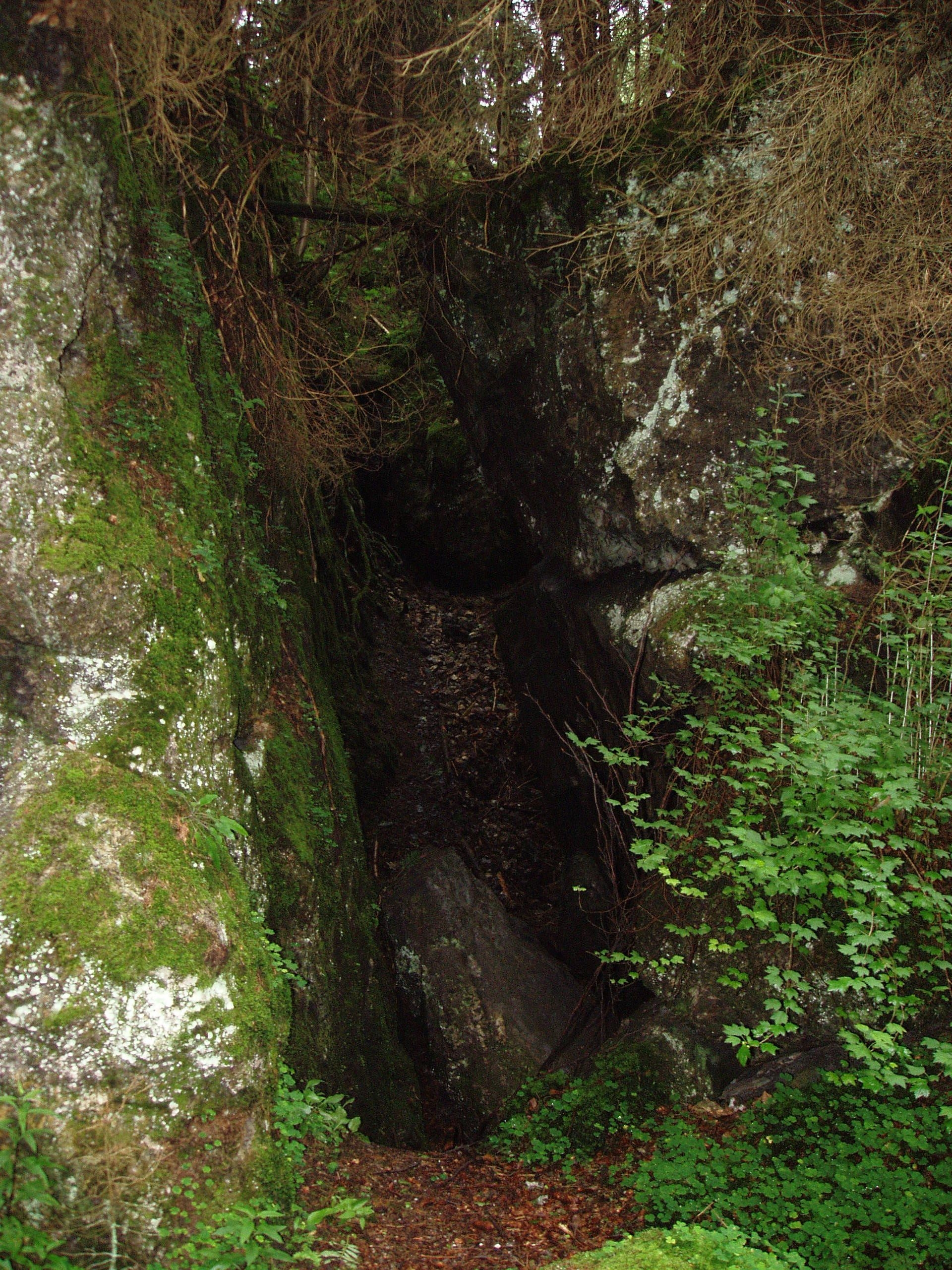
Ausbiss des Bockswieser Gangzuges bei Oberschulenberg

Der Bockswieser Gangzug besitzt von allen Oberharzer Erzgängen den am deutlichsten erkennbaren Tagesaufschluss: Unweit des Lochsteines an der Westgrenze der Grube Glücksrad in Oberschulenberg beißt der Gang zu Tage aus. Die erzhaltige Gangfüllung wurde im Tagebau abgebaut und taube Mittel zum Teil stehengelassen. Der Gang lässt sich über mehrere Zehnermeter als Graben verfolgen und geht dann in die Pingen der Oberschulenberger Schächte über. Im Bereich von Hüttschental wurde der Bockswieser Gangzug in den 1950er Jahren von der Grube Lautenthals Glück (Südquerschlag) auf Niveau des Ernst-August-Stollens untersucht.

## Bergbaugeschichtlicher Überblick

### Bockswiese
Der Bergbau ist ab 1561 nachweislich bekannt. Die Hauptphase begann in den 1660er Jahren und dauerte nach Zusammenlegung der Hauptgruben Herzog Johann Friedrich und Herzog August im Jahr 1681 rund 250 Jahre ununterbrochen an. Für die Wasserlösung des Reviers entstanden nacheinander folgende jeweils tieferliegende Wasserlösungsstollen: Grumbacher Stollen (Bauzeit 1719 bis 1730, Länge 2.016 Meter, größte Teufe 62 Meter), Lautenthaler Hoffnungsstollen (1746 bis 1799, 2.074 Lachter bzw. 3.990 Meter Länge, Teufe in der Grube Johann-Friedrich 71 Lachter bzw. 137 Meter), Tiefer Georg-Stollen (1777 bis 1799) und Ernst-August-Stollen (1851 bis 1864).

### Kahleberg
Im Kahleberger Revier wurde durch zumeist private Gewerke im 18. und 19. Jahrhundert Spat- und Brauneisenstein oberflächennah gewonnen. Am bekanntesten war die Grube Kahlenbergs Glück (Stilllegung 1773). Von 1922 bis 1929 wurde durch die Preussag ohne Erfolg der Neue Kahlenberger Schacht auf der Suche nach neuen Blei-Zink-Erzvorkommen auf 184 Meter abgeteuft.

### Festenburg-Schulenberg

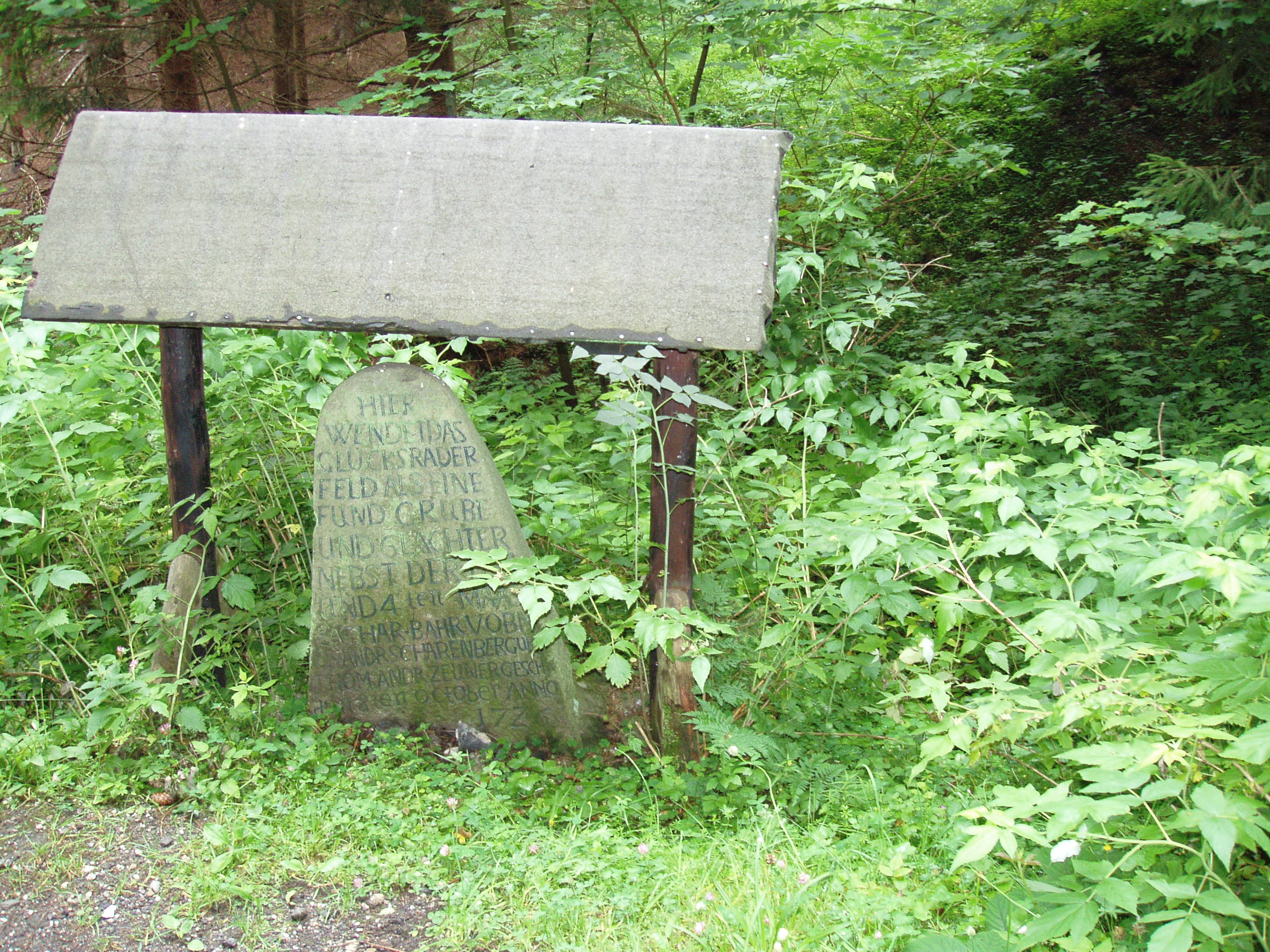
Lochstein der Grube Glücksrad

Mit den Gruben St. Anna am Schulenberge und Unvergängliche Gabe Gottes und Reiche Gesellschaft am Schulenberge wurde im Zeitraum 1532 bis 1592 in diesem Revier gewinnbringender Bergbau betrieben, der mangels eines Wasserlösungsstollens wieder zum Erliegen kam. Der Abbau wurde rund 70 Jahre später im Oberschulenberger und 100 Jahre später im Festenburger Revier wieder aufgenommen. In Festenburg waren besonders die Gruben Weißer Schwan (1691–1803) und in Oberschulenberg die Gruben Glücksrad (1666–1771) und Gelbe Lilie (1669–1817) von größerem wirtschaftlichen Interesse. Zur Wasserlösung dienten in der Folgezeit der Festenburger Stollen und der Tiefe Schulenberger Stollen (Bauzeit vor 1600 und ab 1710). Auf dem Mittelschulenberger Erzmittel bestand zuletzt ein Bergbau durch die Grube Juliane Sophia von 1776 bis 1904.
Im östlichen Verlauf in der Nähe von Altenau erfolgten zum Beispiel auf der Grube Altenauer Hoffnung im 18. Jahrhundert Bergbauversuche auf Roteisenstein.